# Giōrgos Diamantopoulos
Giōrgos Diamantopoulos (in greco Γιώργος Διαμαντόπουλος?; Cholargos, 15 febbraio 1980) è un ex cestista greco.
È il figlio di Kōstas Diamantopoulos.

## Palmarès
- FIBA EuroCup Challenge: 1

VVS Samara: 2006-07